# 屯齊
屯齊（1614年—1663年），滿洲愛新覺羅氏。莊親王舒爾哈齊之孫，其第四子追封多羅恪僖貝勒圖倫第二子。
屯齊初為太宗皇太極所用，崇德四年（1639年），屯齊跟從英親王阿濟格攻打明軍有功。再跟從鄭親王濟爾哈朗進攻錦州、松山、杏山，九戰九勝。屯齊受創，加賜銀百，受封輔國公。崇德五年（1640年），屯齊跟從睿親王多爾袞圍攻錦州，明兵夜襲鑲藍旗營，擊敗後金軍。屯齊獲不臨城及私遣兵歸還之罪，被議罪削去爵位，皇太極下命罰銀千両。崇德六年（1641年），屯齊跟從皇太極攻打錦州、塔山，擊敗明兵，再跟從多爾袞圍攻錦州。
順治元年（1644年），進爵為貝子。再跟從豫親王多鐸擊破流寇，平定陝西、河南並有功，獲賜圓補紗衣一襲。跟從多鐸攻下江寧，南明福王朱由崧出走太平，與貝勒尼堪追至蕪湖，虜獲朱由崧。大軍歸還，獲賜金百両、銀五千両、鞍馬各一，授鑲藍旗滿洲固山額真之職。順治三年（1646年），跟從肅親王豪格西征，擊破賀珍，解漢中之圍。當時一隻虎、孫守法攻陷興安，進軍漢陰，被屯齊擊走。順治五年（1648年），陝西回亂，命屯齊為平西大將軍，率師討伐。總督孟喬芳已擊斬回酋米喇印、丁國棟等，還赴英親王阿濟格大軍，戍軍大同。順治六年（1649年），進爵位為貝勒。
張獻忠大將孫可望、李定國等降於南明桂王朱由榔，侵擾湖南。順治九年（1652年），屯齊跟從定遠大將軍尼堪南征。尼堪戰歿，以屯齊代為大將。當時李定國及別將馬進忠率兵四萬餘人，屯守永州。李定國聽聞屯齊大軍將至，偷度龍虎關先行遁走。孫可望在靖州，別將馮雙禮在武岡。屯齊進師寶慶，大軍至周家坡，馮雙禮、馬進忠佔據險要之地以抗清軍，當時日暮天雨，列陣相拒。當晚孫可望自寶慶以兵來會，號十萬之眾，屯齊分兵縱擊，大破敵軍。順治十一年（1654年），追罰衡州敗績之罪，被削去爵位。順治十二年（1655年），授三等鎮國公品級。順治十五年（1658年），屯齊跟從多尼徇雲南，李定國挾持朱由榔直奔永昌，逼降其餘眾。大軍回師。康熙二年（1663年），屯齊逝世。